# Trzeci rząd Ottona von Bismarcka
Trzeci rząd Ottona von Bismarcka: 21 marca 1871 – 20 czerwca 1881
| Funkcja                                                                       | Imię i nazwisko | Partia      |
| ----------------------------------------------------------------------------- | --- | ----------- |
| Bundeskanzler – Kanclerz Federalny                                            | Otto von Bismarck | bezpartyjny |
| Stellvertreter des Bundeskanzlers – Wicekanclerz Federalny (od 17 marca 1878) | Otto zu Stolberg-Wernigerode | bezpartyjny |
| Minister spraw zagranicznych                                                  | Hermann von Thile (do 30 września 1872) Hermann Ludwig von Balan (do 9 października 1873) Bernhard Ernst von Bülow (do 20 października 1879) Joseph Maria von Radowitz (do roku 1880) Chlodwig zu Hohenlohe-Schillingsfürst (do roku 1880) Friedrich zu Limburg-Stirum | bezpartyjny |
| Minister spraw wewnętrznych (od 24 grudnia 1879)                              | Karl von Hofmann (do roku 1880) Karl Heinrich von Boetticher | bezpartyjny |
| Minister sprawiedliwości (od 1 stycznia 1877)                                 | Heinrich von Friedberg (do 30 października 1879) Hermann von Schelling | bezpartyjny |
| Minister marynarki wojennej (od 1 stycznia 1872)                              | Albrecht von Stosch | bezpartyjny |
| Minister gospodarki i technologii                                             | wakat |             |
| Minister rolnictwa, polityki żywnościowej i ochrony konsumentów               | wakat | –           |
| Minister pracy i polityki społecznej                                          | wakat |             |
| Minister transportu i budownictwa                                             | wakat |             |
| Minister poczty (od roku 1880)                                                | Heinrich von Stephan | bezpartyjny |
| Minister skarbu (od roku 1880)                                                | Adolf von Scholz Emil von Burchard (do listopada 1886) Karl Rudolf Jacobi (do 14 września 1888) Helmuth von Maltzahn | bezpartyjny |
| Minister kolonii                                                              | wakat |             |